# Бунт в Балтиморе (1861)
Бунт в Балтиморе 1861 года (также называемый «Бунты на Пратт-стрит» и «Резня на Пратт-стрит») — конфликт в ходе гражданской войны в США, произошедший в пятницу, 19 апреля 1861 года, на Пратт-стрит, Балтимор, штат Мэриленд. В конфликте с одной стороны участвовала самая многочисленная партия Мэриленда антивоенные демократы «Копперхеда» и открытые сторонники Конфедерации, а с другой стороны призванные в Вашингтон для войны с Конфедерацией согласно прокламации Линкольна о наборе 75 тысяч добровольцев полки ополчения штатов Массачусетс и Пенсильвания. Столкновения начались на станции Президент-стрит, распространились по всей улице Президент-стрит, а затем и по Ховард-стрит, где закончились на станции Камден. Бунт привел к первым случаям гибели добровольцев Союза в результате военных действий во время Гражданской войны в США, хотя погибли они в результате действий гражданских лиц. Среди принимавших участие в столкновениях гражданских лиц тоже были смертельные случаи.
19 апреля 1861 года балтиморские мятежники напали на шедший в Вашингтон 6-й Массачусетский полк, а после несанкционированного и сопровождающегося многочисленными жертвами прохода полка через город в ночь с 19 на 20 апреля для предотвращения дальнейшего прохождения войск Союза через Балтимор сожгли железнодорожные мосты в Балтиморе и перерезали телеграфные провода, тем самым изолировав не только Балтимор, но и Вашингтон от Союза. Для восстановления связи с Вашингтоном в Аннаполисе 21 и 22 апреля высадилось два полка северян (8-й Массачусетский полк под командованием Батлера и 7-й Нью-Йоркский полк), 7-й Нью-Йорский полк 25 апреля первым пришел в Вашингтон по новому маршруту, а 13 мая после подхода подкреплений генерал Батлер вошёл в Балтимор, построил форт в Федерал-Хилл и не встречая сопротивления взял город под контроль.

## Фон
Мэриленд имел очень важное значение для Союза, потому что своей территорией окружал столицу северян Вашингтон и в случае перехода на сторону Конфедерации мог отрезать его от Союза.
В 1861 году большое количество жителей Балтимора были противниками возможного военного конфликта с Конфедерацией, а некоторые даже втайне ей симпатизировали. Историк Дэвид Джон Эйчер описывает Балтимор 1861 года как «в основном проюжный город». В 1860 году в ходе президентских выборов за Авраама Линкольна проголосовало всего 1100 из более чем 30 000 имеющих право голоса жителей Балтимора. В феврале во время своего инаугурационного турне на пути в Вашингтон на свою инаугурацию 4 марта Линкольн получил сведения, что в Балтиморе планируется заговор с целью его убийства, поэтому вместо встречи с местными жителями он тайно ночью проехал на поезде через город под охраной нескольких помощников и детективов (в том числе и в будущем знаменитого А́ллана Пинкертона). Данный поступок огорчил его сторонников и разозлил противников. В Балтиморе также существовала самая большая в США община (25 000) свободных афроамериканцев, а также проживало большое количество белых аболиционистов и сторонников Союза. После начала гражданской войны жители Балтимора раскололись на два враждующих лагеря. Сторонники отделения от Союза и сохранения рабства объединились в движение под названием «Национальные добровольцы», а юнионисты и аболиционисты стали именовать себя «Миниттменами».
Под влиянием сепаратистских настроений в Вирджинии Джон К. Кэлхун потребовал нуллификации (аннулирования договора о нахождении в составе Союза), присоединения к Вирджинии и независимости от Союза. Сепаратизм жителей Мэриленда стал ещё более сильным после указа Линкольна о наборе добровольцев на 90 дней для военного разгрома Конфедерации.
Над Вашингтоном нависала военная угроза со стороны сил Конфедерации (прежде всего базировавшихся в Вирджинии). Поэтому собранные в рамках указа Линкольна отряды ополчения выдвинулись на юг в сторону Вашингтона. Только что избранный мэр-реформатор Балтимора Браун и новый начальник полиции Джордж Проктор Кейн опасались волнений при прохождении войск Союза через Балтимор и пытались успокоить население.
В штате Пенсильвания для защиты Вашингтона было собрано 460 добровольцев ополчения (преимущественно уроженцы Поттсвилля), которые начали движение из столицы штата Гаррисберга по Северной центральной железной дороге и в четверг, 18 апреля добрались до станции Болтон-стрит (которая находится недалеко от нынешней Норт-Ховард-стрит — буквально на другой стороне дороги от возведённого в 1900 году оружейного арсенала Пятого полка Национальной гвардии Мэриленда). Узнав об этом, сторонники Конфедерации (700 т. н. «национальных добровольцев») собрались у Монумента Вашингтона и направились на станцию для противостояния с союзным ополчением (сторонников Конфедерации в том числе стимулировали и слухи о том, что ружья солдат будут не заряжены). Только что созданная городская полиция Балтимора под руководством Кейна в общем смогла изолировать от митингующих отряды ополчения Пенсильвании при их движении на юг по улице Говард-стрит к станции Камден железной дороги Baltimore and Ohio Railroad. Однако митингующие не только осыпали солдат оскорблениями, но и бросали камни и кирпичи, один из которых попал в голову прикомандированному к полку чернокожему слуге Николасу Биддлу. После прохождения Балтимора ополченцы Пенсильвании (получившие впоследствии прозвище «Первые защитники») вступили в Вашингтон и заночевали под тогда ещё недостроенным куполом Капитолия.

## Столкновение

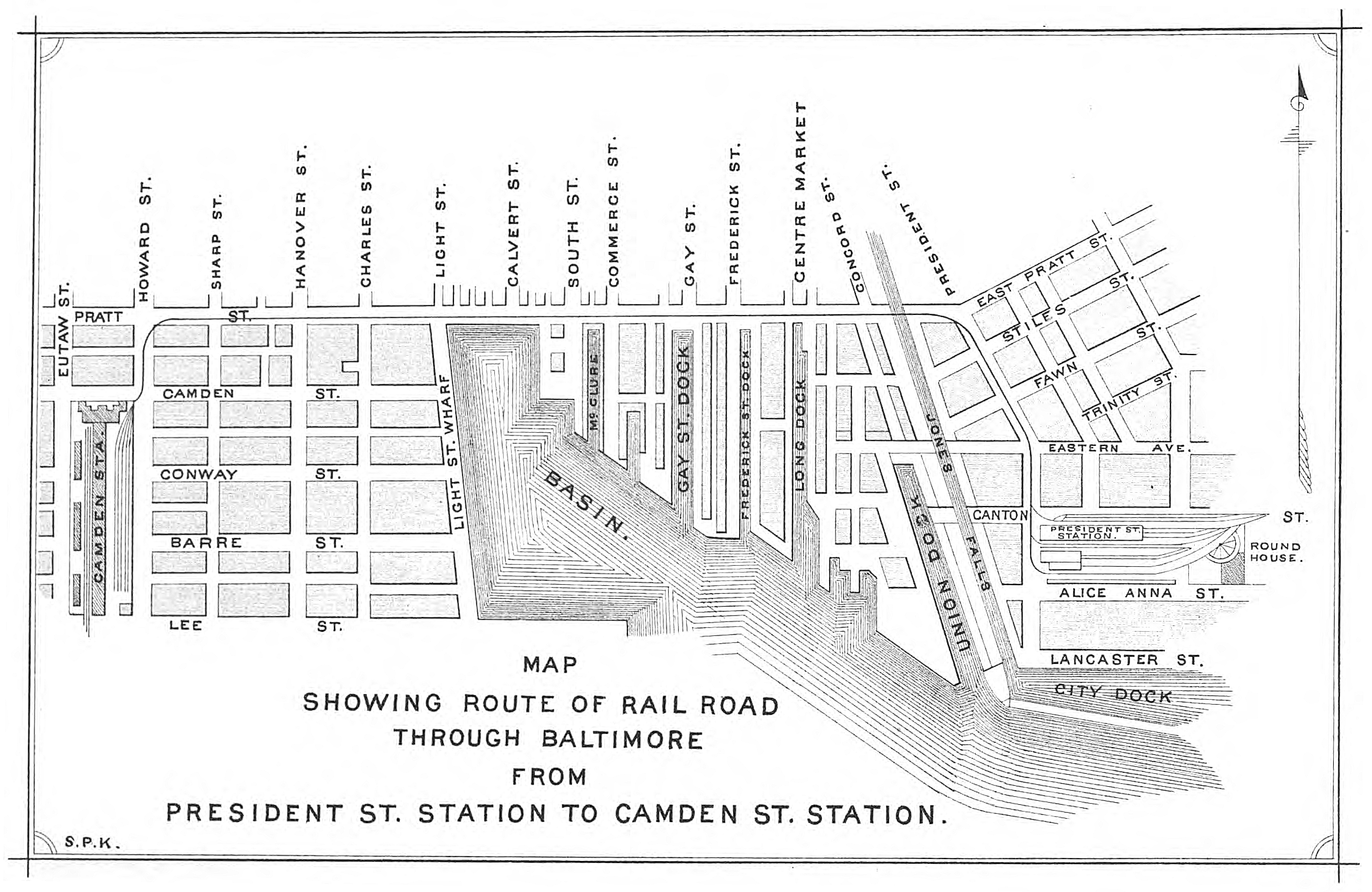
Путь войск Союза через Балтимор по позднейшей реконструкции мэра города Джорджа Брауна

17 апреля 1861 года 6-й Массачусетский полк ополчения начал движение из Бостона штата Массачусетс, утром 18 апреля достиг Нью-Йорка и вечером 18 апреля вошел в Филадельфию. Для достижения Вашингтона 19 апреля полк должен был пройти через Балтимор. В то время существовал законодательный запрет на строительство паровых железных дорог внутри городов, поэтому между станцией Президент-стрит железной дороги Филадельфия — Уилмингтон — Балтимор и станцией Камден железной дороги Baltimore and Ohio Railroad на западе был разрыв в 10 городских кварталов Балтимора. Составы по городу тащили лошади по Пратт-стрит.
Во время движения от Филадельфии к Балтимору до командира полка полковника Эдвард Ф. Джонса была доведена информация, что прохождению через Балтимор «будет оказано сопротивление». В своем последующем отчете Джонс написал, что обошел вагоны с солдатами и лично огласил им следующий приказ:

«Полк будет маршировать по Балтимору в колонне по подразделениям, в полном вооружении. Вас, несомненно, будут оскорблять, над вами издеваться и, возможно, нападать, на что вы не должны обращать никакого внимания. Маршируйте лицом вперед и не обращайте внимания на толпу, даже если она будет бросать камни, кирпичи или другие предметы. Но если по вам будут стрелять и кого-нибудь из вас ранят, ваши офицеры прикажут вам стрелять. Не стреляйте в беспорядочную толпу, а выбирайте любого человека, который, как вы видите, целится в вас, и обязательно застрелите его».

Опасения оказались не напрасными: когда вагоны с солдатами полка начали движение по городу, толпа сторонников мира и южан напала на вагоны и преградила им путь. Гужевые лошади не могли передвигать вагоны по заблокированным мятежниками железнодорожным путям, поэтому четыре роты в составе примерно 240 солдат вышли из вагонов, построились в шеренги и двинулись по городу пешим порядком. Но толпа мятежников напала на солдат и преградила им путь. Мятежники напали на задние шеренги полка, используя «камни, булыжники и пистолеты». Некоторые солдаты открыли огонь по толпе. В итоге началось столпотворение между солдатами полка, городской полицией Балтимора и митингующими. В конечном итоге полиция отрезала митингующих от шеренг полка, а солдаты смогли добраться до станции Камден. Полк был вынужден бросить в Балтиморе большую часть своего снаряжения, в том числе музыкальные инструменты духового оркестра.
В результате инцидента умерло сразу или скончалось впоследствии от ранений пять солдат полка (капрал Самнер Генри Нидхэм из роты I и рядовые Лютер К. Лэдд, Чарльз Тейлор, Эддисон Уитни и сержант Джон Эймс из роты D) и ранено около 36 солдат. Среди митингующих было убито не меньше 12 и ранено неизвестное количество гражданских. Лютер К. Лэдд считается первым погибшим солдатом со стороны Союза во время гражданской войны в США.
После стычки с солдатами мятежники разгромили редакцию немецкоязычной газеты Baltimore Wecker и нанесли материальный ущерб зданию, где она находилась. Основатель газеты Карл Генрих Шнауффер и все ведущие сотрудники газеты эмигрировали в США из Германии после неудачной революции 1848—1849 годов. Издатель Уильям Шнауффер и редактор Вильгельм Г. Рапп, спасая свои жизни, бежали из города. Позднее издатель вернулся в Балтимор и возобновил издание газеты с просеверной позицией. Редактор уехал в Иллинойс и устроился работать в местную газету.
Из-за беспорядков в Балтиморе и проюжных настроений большинства населения города Балтиморская пароходная компания отказалась транспортировать солдат Союза для деблокады осаждённой военно-морской верфи Союза в Портсмуте штата Виргиния.

## Последствия
Писавший уже после мятежа историк Браун считает, что именно балтиморский мятеж стал толчком к началу полномасштабной войны между Севером и Югом, «потому что тогда была пролита первая кровь в конфликте между Севером и Югом; затем был сделан шаг, который сделал почти невозможным компромисс или отступление; тогда вспыхнули страсти с обеих сторон, которые невозможно было контролировать».
За участие в беспорядках против Сэмюэля Мактье, Льюиса Биттера, Джеймса Маккартни, Филиппа Кэсмира, Майкла Хупера и Ричарда Х. Митчелла было выдвинуто официальное обвинение на заседании большого жюри суда округа 10 июля 1861 года.
После событий 19 апреля 1861 года в Балтиморе бунтовщики ещё несколько раз вступали в противоборство с полицией, однако благодаря уходу войск Союза обстановка в городе в целом стабилизировалась. Мэр Балтимора Браун и губернатор Мэриледа Томас Холлидей Хикс просили Линкольна воздержаться от перемещения войск Союза через территорию штата для предотвращения новых беспорядков. Во время встречи с YMCA Линкольн ответил, что солдаты Союза «не птицы, чтобы летать над Мэрилэндом и не кроты, чтобы рыть под ним норы». В ответ на речь Линкольна вечером 20 апреля ополчение Мэриленда по приказу мэра Балтимора (который ссылался на распоряжение губернатора) уничтожило железнодорожные мосты в Балтиморе. Впоследствии губернатор Мэриленда заявлял, что он не отдавал такого приказа. За разрушение железнодорожных мостов в Балтиморе через месяц после описываемых событий был арестован и посажен в тюрьму один из командиров ополчения Джон Мерриман, которому в условиях военного времени отказали в судебной защите, что привело к иску в федеральный суд США.
19 апреля командующий округом Вашингтон (куда входили Пенсильвания, Делавэр, Мэриленд и Вашингтон) генерал-майор Роберт Паттерсон приказал 8-му Массачусетскому полку под командованием бригадного генерала Бенджамина Батлера разведать и взять под охрану новый маршрут для связи со столицей Аннаполис — Аннаполис Джанкшен — Вашингтон. 20 апреля 8-й Массачусетский полк морем прибыл в Аннаполис. Губернатор Хикс и мэр Аннаполиса категорически возражали против присутствия войск Союза в городе, но Бенджамин Батлер схитрил, заявив, что «мне нужна земля, потому что мои солдаты голодны». В ответ на заявление мэра Аннаполиса и губернатора Мэриледа, что «в Аннаполисе им никто ничего не продаст» Батлер заметил, что в условиях военного времени армия не обязана именно покупать продовольствие для своих нужд.
8-й Массачусетский пехотный полк вместе с присоединившимся к нему 7-м Нью-Йоркским полком из прибрежного Аннаполиса перешёл в Аннаполис Джанкшен между Балтимором и Вашингтоном, где 8-й Массачусетский полк остался в городе, а 7-й Нью-Йоркский полк двинулся в направлении Вашингтона. Появление 25 апреля в Вашингтоне 7-го Нью-Йоркского полка стало первым случаем подхода подкреплений в столицу в обход Балтимора после мятежа.
После этих событий большое количество жителей Мэриленда потребовали отделения от Союза. Для обсуждения этого вопроса губернатор Хикс в срочном порядке созвал законодательное собрание штата Мэриленд на внеочередное заседание. Однако губернатор Хикс для достижения нейтралитета провёл собрание не в занятом войсками Союза столице Мэриленда Аннаполисе или в Балтиморе с сильными проюжными настроениями, а в находившемся на западе штата с сильными позициями юнионистов Фредерике. Законодательное собрание заседало с 26 по 29 апреля и в итоге 53 голосами против 13 приняла решение не выходить из состава Союза, однако одновременно постановила не возобновлять железнодорожную связь с Союзом и потребовала вывода войск Союза из Мэриленда. Законодательное собрание в целом пыталось сохранить нейтралитет в надвигающейся гражданской войне.
После наращивания сил 13 мая Батлер вошёл в Балтимор и ввёл в городе военное положение. В округе Аннаполис вместо него командовать войсками Союза стал бригадный генерал добровольческой армии США Джордж Кадваладер. По приказу Линкольна без всякого судебного разбирательства были посажены в тюрьму мэр, начальник полиции, все члены Совета полиции и городского совета Балтимора, а среди арестованных оказался даже один конгрессмен США от Балтимора Генри Мэй. Решение Верховного судьи и уроженца Мэриленда Роджера Б. Тони в уже упоминавшемся выше деле Джона Мерримана 4 июня 1861 года о нарушении Конституции США Линкольном при отмене судебной защиты в условиях военного времени было оставлено без внимания. Даже более того, за критику внесудебного решения по делу Джона Мерримана в сентябре 1861 года был посажен без суда и следствия внук Фрэнсиса Скотта Ки редактор газеты Балтимора Фрэнк Ки Ховард. Символично, что Фрэнк К. Ховард попал в Форт Мак-Генри, который упоминается в гимне США как место, где «над свободной страной» реял Флаг США. О своем нахождении под арестом в 1863 году Ховард написал книгу «14 месяцев в американской Бастилии», но при попытке распространения этой книги попали в тюрьму двое издателей.
При попытке проникновения в форт Мак-Генри был арестован неизвестный человек, которого подозревали в принадлежности к ополчению штата Мэриленд. Судья Уильям Ф. Джайлс из Балтимора потребовал его передачи для судебного рассмотрения согласно Хабеас корпус, однако командир форта майор Уильям У. Моррис ответил, что:

«На момент вашего судебного приказа две недели назад город, в котором вы живете и где действует ваш суд, находился полностью под контролем бунтовщиков. В то время солдаты Соединенных Штатов, не совершившие никаких правонарушений, были вероломно атакованы и бесчеловечно убиты на ваших улицах; не было назначено никакого наказания и, как я думаю, за эти преступления не было произведено никаких арестов; поставки продовольствия, предназначенные для этого гарнизона, прекращены; было смело объявлено о намерении захватить этот форт; ваши самые многолюдные улицы ежедневно патрулировались больших количеством солдат, вооруженных и одетых, по крайней мере частично, вещами, украденными из Соединенных Штатов; и федеральный флаг, развевавшийся над федеральными офисами, был срезан каким-то человеком в форме солдата штата Мэриленд. Вдобавок к вышесказанному, собрание, избранное в нарушение закона, но претендующее на роль законодательного органа вашего штата и признанное таким образом исполнительной властью Мэриленда, обсуждало федеральный договор. Если все это не было бунтом, то я не знаю, как это назвать. Я, конечно, считаю это достаточным юридическим основанием для приостановления права на Хабеас корпус».

После чего Уильям В. Моррис добавил:

«Если за 33 года опыта вы никогда раньше не видели, чтобы вашему приказу не подчинялись, то это только потому, что такой непредвиденный случай в политических делах, как в настоящее время, никогда раньше не возникал».

Вместо Кадваладера командующим округом Аннаполиса был назначен генерал-майор Натаниэль Бэнкс. По его прямому приказу солдаты из форта Мак-Генри накануне рассвета 27 июня задержали начальника полиции Балтимора Джорджа Проктора Кейна. Новым начальником полиции Балтимора Бэнкс утвердил полковника 1-го полка добровольческой пехоты Мэриленда Джона Риза Кенли, который реорганизовал полицию Балтимора и привлёк для службы в ней 250 сторонников Союза. Отказавшийся признавать новую власть и демонстративно продолжавший работу прежний состав Совета полиции был отправлен в заключение в Форт Уоррен в порту Бостона. 10 июля новым начальником полиции Балтимора назначили гражданское лицо Джорджа Р. Доджа.
Вскоре вместо Бэнкса командующим округом Аннаполиса назначили генерал-майора Джона Дикса, а 5-м Нью-Йоркским пехотным полком (т. н. «Зуавы Дьюри») под командованием полковника Абрама Дьюри усилили форт в Федерал-Хилл. Внутри Балтимора и в его окрестностях возвели дополнительные укрепления: Форт Уортингтон на северо-востоке вокруг будущего места расположения района Береа и Форт Маршалл на месте современных районов Хайлендтаун и Кантон.
Мятеж в Балтиморе нашел сильный эмоциональный отклик на Юге. Например, уехавший из Мэриленда и работавший на тот момент учителем в Луизиане Джеймс Райдер Рэндалл, скорбя о своем погибшем во время беспорядков в Балтиморе друге, написал песню «Мэриленд, мой Мэриленд», где отстаивал позицию Юга. Стихотворение было переложено на распространённую в Конфедерации мелодию «Лауригер Горациус» (более известную как немецкий рождественский гимн O Tannenbaum). В самой песне есть такие строки, как «Отомсти за патриотическую кровь / Которая залила улицы Балтимора». Только через 78 лет после бунта в 1939 году песня стала официальным гимном штата Мэриленд. Песню много раз пытались лишить статуса официального гимна Мэриленда, однако удалось это только в 2021 году.
17 сентября 1861 года законодательное собрание Мэриленда на новой сессии попыталось обсудить сложившуюся ситуацию с массовым нарушением конституционных прав жителей штата со стороны Линкольна, однако в ответ власти Союза задержали 27 членов Генеральной ассамблеи Мэриленда (что составляло треть её состава). Полномочия на эти действия дал Авраам Линкольн, отменивший право на судебную защиту для жителей штата и проигнорировавший решение Верховного суда США о незаконности его действий. Собрание законодательного органа было сорвано. Только в ноябре 1861 года удалось провести новые выборы в законодательный орган штата Мэриленд.